# Semachrysa guangxiensis
Semachrysa guangxiensis är en insektsart som beskrevs av X.-k. Yang och C.-k. Yang 1991. Semachrysa guangxiensis ingår i släktet Semachrysa och familjen guldögonsländor. Inga underarter finns listade i Catalogue of Life.